# 壬生桜子
壬生 桜子（みぶ さくらこ、10月24日生）は、元宝塚歌劇団雪組副組長。
京都府京都市出身。芸名の由来は住んでいた土地に因む。宝塚歌劇団時代の愛称は「チーコ」。実姉は1期下の繪島由紀。

## 来歴・人物
1937年、宝塚歌劇団に27期生として入団。花組公演『スペインの黒薔薇』で初舞台を踏み、男役として活動。
1961年9月、宝塚歌劇団を退団。前年の月組公演『雪姫』が最後の舞台となった。

## 宝塚歌劇団時代の主な舞台
- 『アルルの女』 - ミチフィオ 役
- 『ダル・レークの恋』 - ペペル 役、新人公演（宝塚公演）：ラッチマン 役（本役：春日野八千代）※ 新人公演主演

## 映画出演
- 恋風街道（1954年、東宝）- お沢 役